# Vicent Franch
Vicent Franch i Ferrer (* 1949 in Burriana) ist ein spanischer Jurist, Politikwissenschaftler, Journalist und Schriftsteller.

## Leben
Er ist Professor in Ruhestand von Staatsrecht und auch von Politisch- und Verwaltungswissenschaft an der Universität Valencia. Er war von 1990 bis 1995 Richter im Verwaltungsgerichtshof vom Land Valencia.
Er ist Direktor des Zentrums von Wahldokumentation vom Land Valencia. Vor einigen Jahren wurde er Direktor der Textsammlung ‘Estudi General-Textos Valencians’ der Alfons el Magnànim Stiftung des Kreistages von Valencia. Der Zweck dieser Textsammlung ist die Wiedererlangung der wichtigsten valencianischen Beiträge für den sozialen Gedanken und die gesellschaftliche Debatte seit Arnau de Vilanova bis jetzt. Während verschiedener Epochen ist er Direktor der Abteilung von Staatsrecht und von Politisch- und Verwaltungswissenschaft an der Universität Valencia gewesen. Zurzeit ist er Direktor der Zeitschrift Tractat de l’Aigua (valencianische fachgebietsübergreifende Zeitschrift über Wasser).
Während der Transition war er zuerst Präsident und später Syndicus der Agrupació Borrianenca de Cultura (Kulturgesellschaft von Borriana). Er war auch von 1999 bis 2003 Bürgermeister des kleinen Dorfes von Aín, das in der Provinz Castellón liegt.
Während dieser Jahre hat Vicent Franch an zahlreichen Debatten, Kolloquien und Konferenzen teilgenommen. Er hat auch an verschiedenen Kursen und Seminaren teilgenommen.

## Werke

### Recht
Vicent Franch ist Verfasser von ungefähr einem Dutzend Bücher und von fast einem Hundert Artikel, die mit valencianischer politischer Geschichte, lokalem spanischem Recht, sprachlichen Rechten und politischer Theorie und Praxis zu tun haben. Er hat verschiedene Berichte und Rapporte über die heutigen Probleme der valencianischen regionalen Regierung geschrieben. Er ist Verfasser auch eines umständlichen Berichts über die Änderung des Wahlsystems des spanischen Senats, der vom spanischen Senat selbst 1997 beauftragt wurde.
In Zusammenarbeit mit anderen Professoren war er Verfasser des Statuts von Morella (1979). Dieses Dokument diente als Modell für die verschiedenen Versionen und Vorschläge von Autonomiestatuten für das valencianische Land während der spanischen Transition zur Demokratie. Er hat viele Werke über Umfragen und politisches Verhalten der Valencianer beaufsichtigt. Er war 2005 Verfasser von einer Reihe von Vorschlägen für die Reform des valencianischen Autonomiestatuts, und über sprachliche Rechte.
Die folgenden Werke können hervorgehoben werden:
- Volem l'Estatut! Una Autonomia possible per al País Valencià (kollektives Werk) (1977). (katalanisch)
- El nacionalisme agrarista valencià (1918–1923) (1981). (katalanisch)
- El blasquisme: Reorganització i conflictes polítics (1928–1936) (1984), (Aufsatzpreis Vicent Boix). (katalanisch)
- Document 88 (kollektives Werk) (1989). (katalanisch)
- El sentiment constitucional dels valencians (2003). (katalanisch)
- Les eleccions autonòmiques i municipals del 25 de maig del 2003 a la Comunitat Valenciana (2005) (er ist Verfasser und Herausgeber). (katalanisch)
- Vicent Cañada Blanch (1900–1993): la voluntad de mecenazgo (2010) (lange Biographie über diesen Mäzen von Borriana). (spanisch)

### Journalismus
Er ist seit 1976 Kolumnenschreiber, und er hat Artikel für viele Zeitungen und Zeitschriften (auf Spanisch und Valencianisch) geschrieben:
- Castellón Diario, Mediterráneo und Levante de Castelló, in Castelló.
- Las Provincias, Diario de Valencia, Notícias al Día, Levante-EMV, Hoja del Lunes und El Temps, in Valencia.
- Außerhalb des valencianischen Raums hat er Artikel für die folgenden Zeitungen u. a. veröffentlicht: ABC, Diario de Mallorca, Avui, Deia und La Vanguardia. Von 1995 bis 2008 war er regelmäßig Kolumnenschreiber in El País.

Er hat annähernd mehr als 2500 Artikel und Kolumnen geschrieben und veröffentlicht. Heutzutage ist er gerade dabei, die Veröffentlichung einer Sammlung von Büchern seines ganzen journalistischen Werks vorzubereiten.